# Götene (plaats)
Götene is de hoofdplaats van de gemeente Götene in het landschap Västergötland en de provincie Västra Götalands län in Zweden. De plaats heeft 4727 inwoners (2005) en een oppervlakte van 457 hectare.

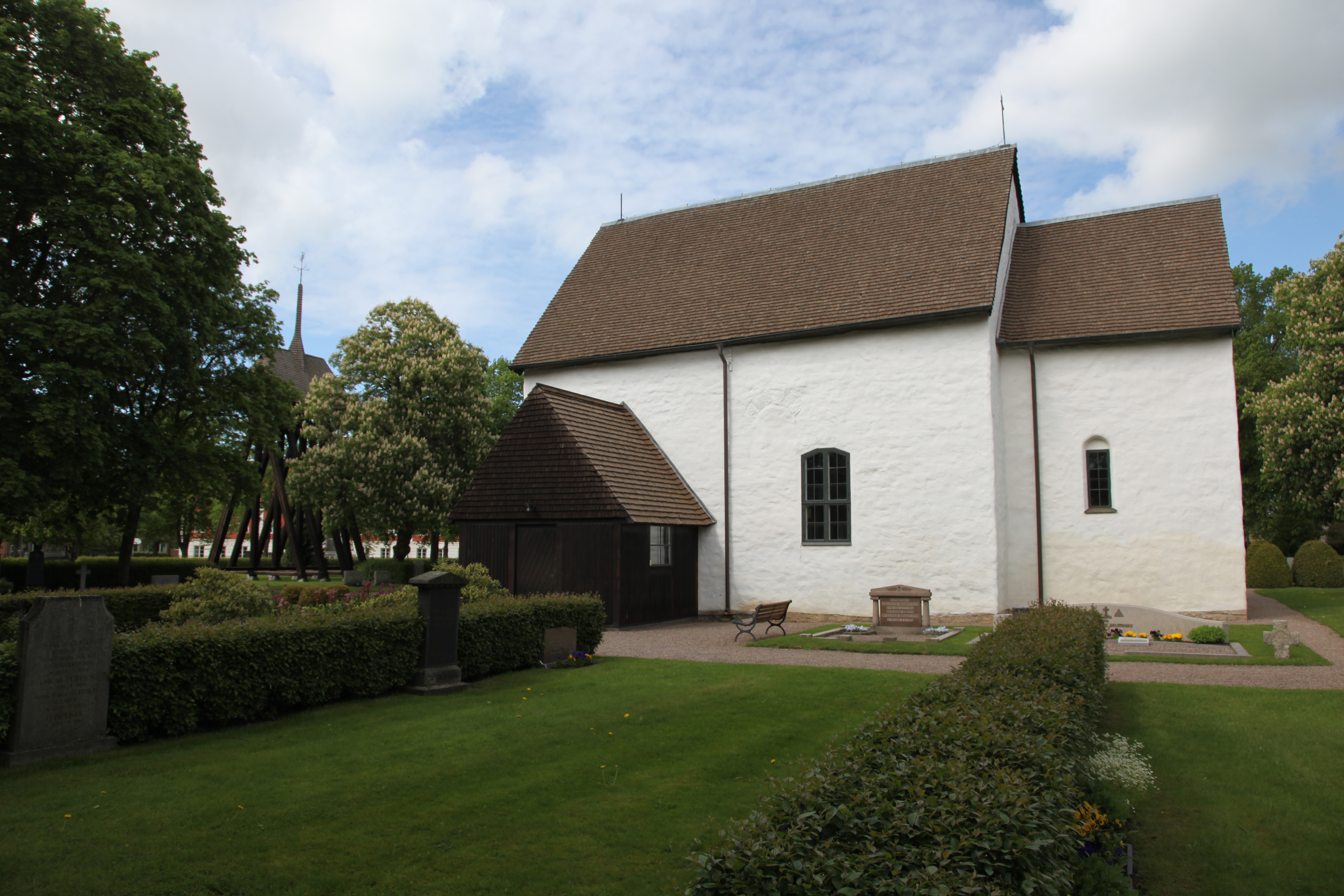
Kerk van Götene

## Verkeer en vervoer
Bij de plaats loopt de Riksväg 44.